# Wendtscher Hof

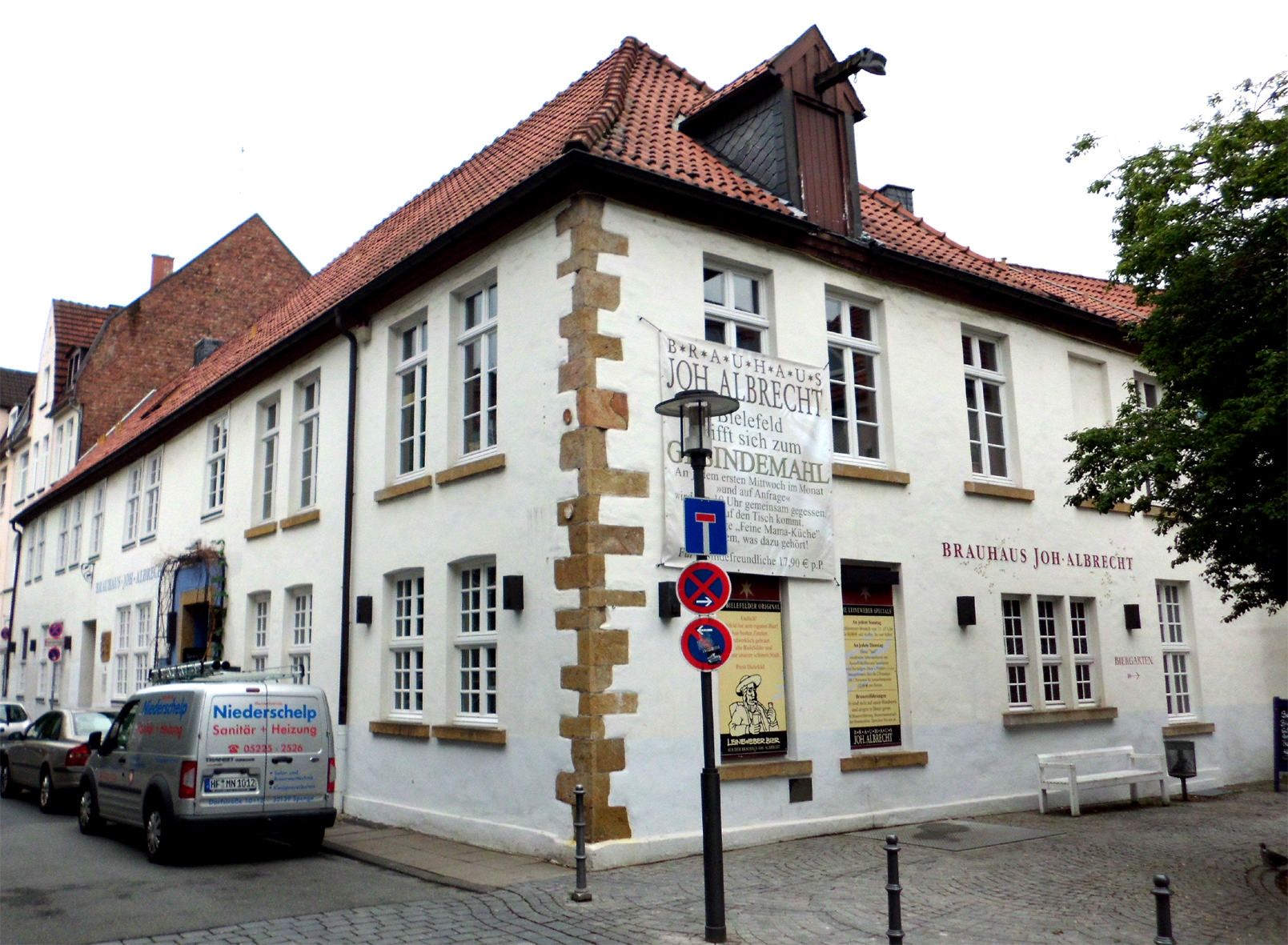
Wendtscher Hof vom Mirabellenplatz aus

Der Wendtsche Hof in der Stadt Bielefeld im Stadtbezirk Mitte im ostwestfälischen Teil Nordrhein-Westfalens ist ein Baudenkmal. Die Bezeichnung Wendt’scher Hof ist ebenso üblich.

## Lage
Das zweigeschossige Traufenhaus mit Satteldach mit einer Grundfläche von 32,35 mal 9,00 Metern befindet sich in der Hagenbruchstraße 8 und am Mirabellenplatz in der Bielefelder Altstadt. In unmittelbarer Nähe befinden sich der Klosterplatz und die Kirche St. Jodokus. Das denkmalgeschützte Kachelhaus liegt auf der gegenüberliegenden Straßenseite.

## Geschichte

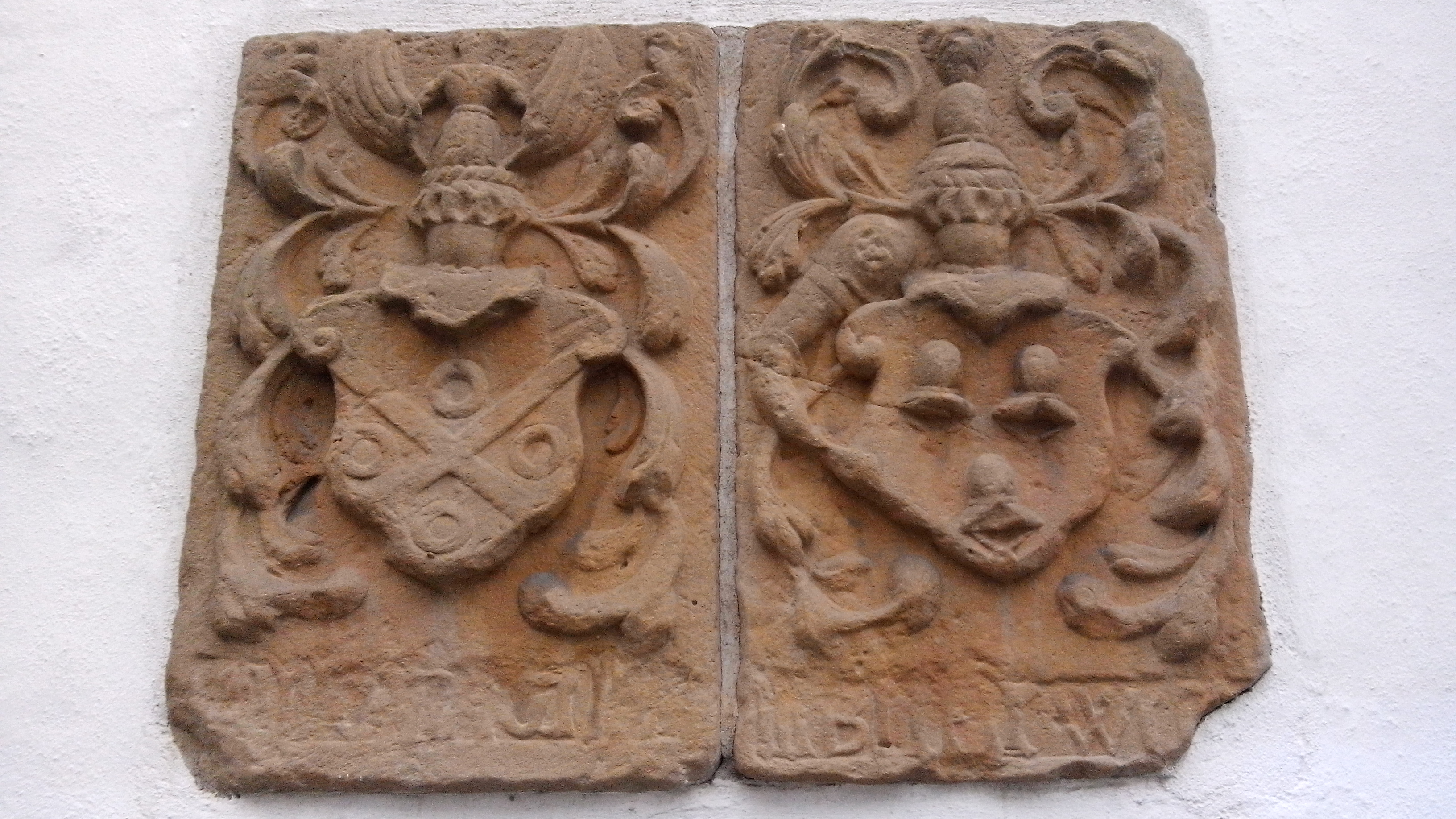
Allianzwappen neben der Tür

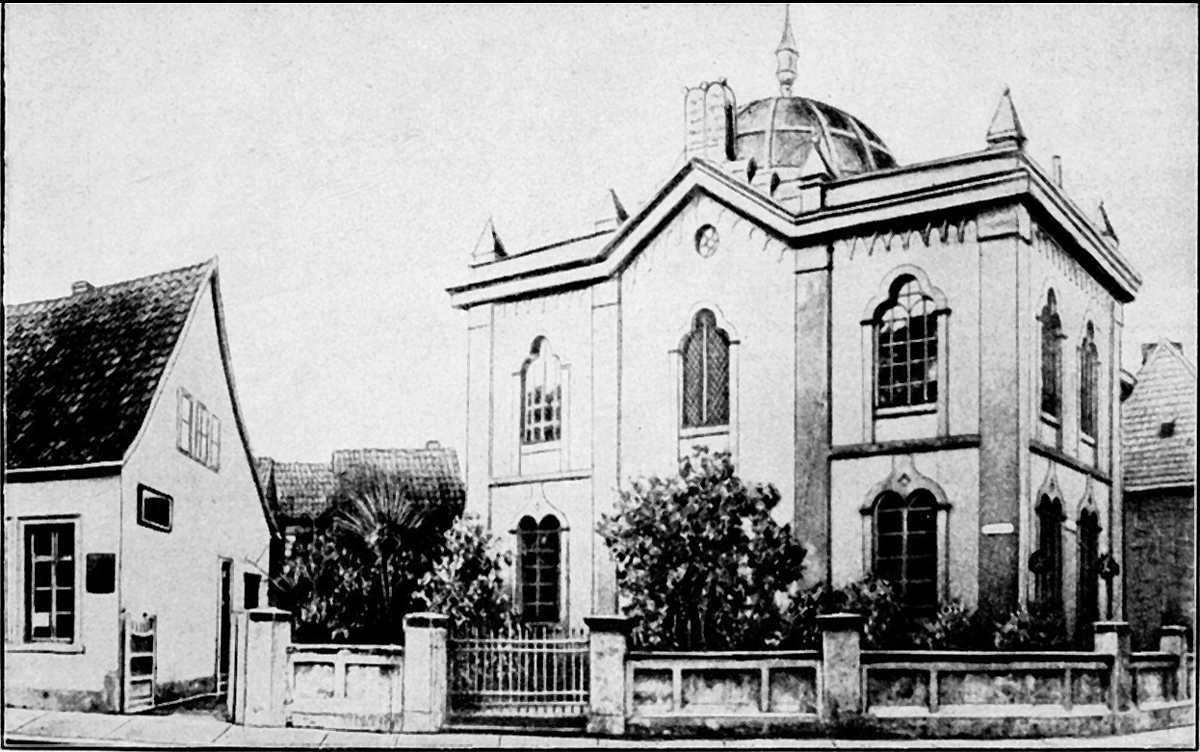
Die erste Synagoge in Bielefeld von 1847 am Klosterplatz

Einige Gebäudeteile stammen aus dem Spätmittelalter, wurden aber größtenteils in den folgenden Jahrhunderten überbaut. Teile des Obergeschosses sowie der Straßenfront können auf das Jahr 1537 datiert werden. Insbesondere ist hier der Dachstuhl zu nennen.  Das Fachwerk des Gebäudes ist zur Straßenseite hin verputzt, zum Hof sichtbar.
Der westliche Abschnitt stammt vor allem aus dem frühen 18. Jahrhundert. Ebenso stammen das Fachwerk des Obergeschosses sowie die Türen der Hoffassade aus der Zeit um 1710. Um 1764 wurde der – nicht denkmalgeschützte – Hofflügel als eingeschossiger Erweiterungsbau errichtet. Auch der Dachstuhl erhielt zu diesem Zeitpunkt seine heutige Form. Im 19. Jahrhundert wurden die spätklassizistische Haustür, ein zweites Geschoss des Hofflügels und vor allem der Treppenturm ergänzt. Dieser ist in seiner äußeren Form ein Oktogon, innen jedoch rund gestaltet. Eine Besonderheit in der Innenausstattung stellen drei expressionistisch gestaltete Räume aus den Jahren 1919–1920 dar. Außerdem befindet sich neben der Haustür ein steinernes Allianzwappen der Familien von Schloen und von Wendt.
Der Hof diente zunächst als Wohngebäude der Familie von Wendt und wurde 1718 von der Familie von Kessel übernommen. Um 1800 gelangte er als Schenkung an die Jüdische Gemeinde Bielefeld. Diese nutzte das Gebäude als Gebetsraum, bis 1847 die Synagoge am Klosterplatz 5 eingeweiht wurde. 1850 übernahm die Weinhandlung Biermann das Haus. Die durch diese Eigentümer betriebenen Weinstuben wichen in neuerer Zeit einem Brauhaus mit Biergarten.